# ¿Por qué no te callas?

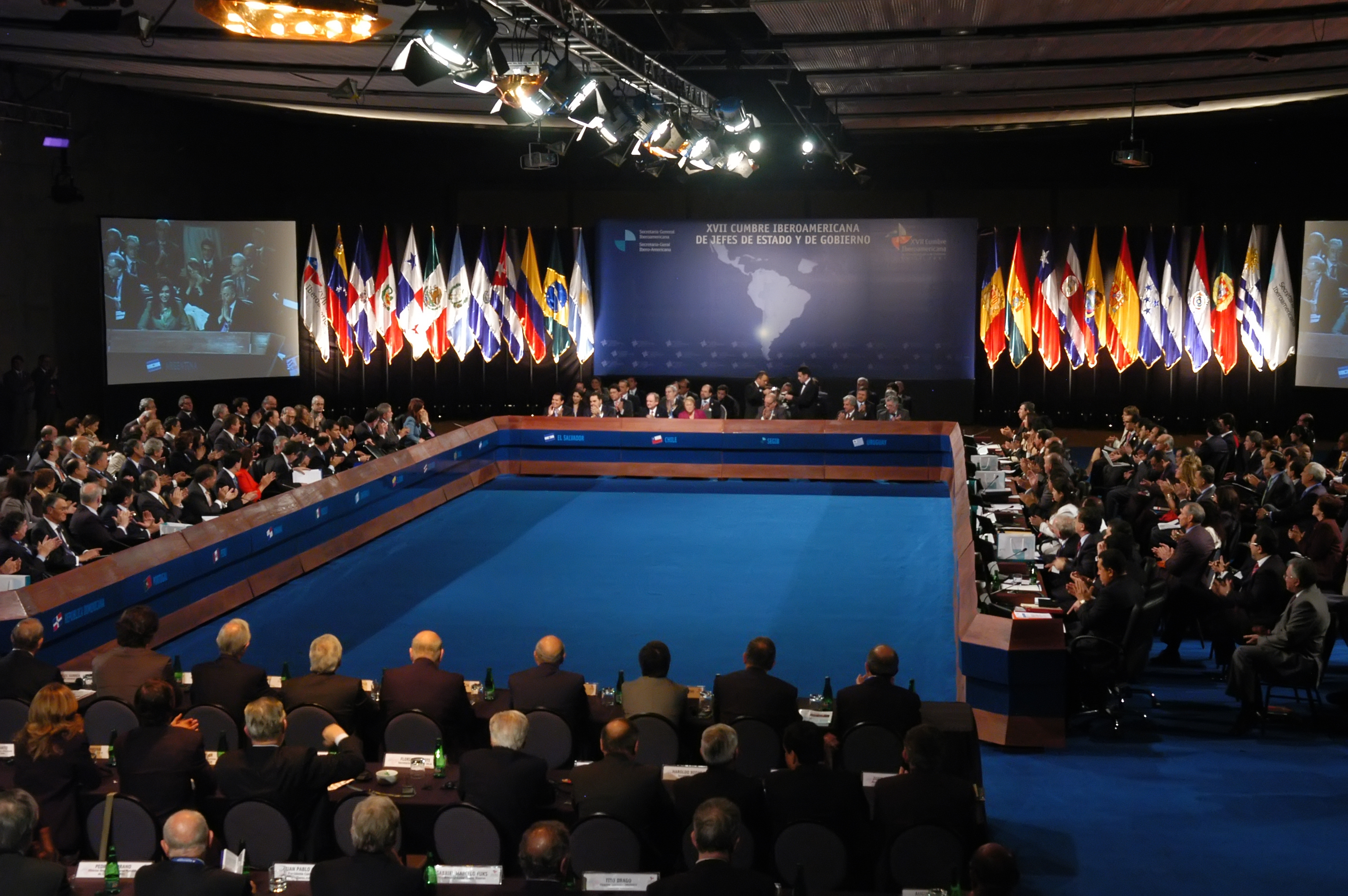
Szczyt Ibero-Amerykański, 2007 r. po prawej Juan Carlos, Zapatero i Chávez

¿Por qué no te callas? (pol. „Czy mógłbyś się zamknąć?”) – zdanie, które król Hiszpanii Jan Karol I Burbon skierował do prezydenta Wenezueli Hugo Cháveza, na Szczycie Ibero-Amerykańskim w Santiago, 10 listopada 2007 r., w sytuacji gdy Hugo Chávez przerywał wystąpienie premiera Hiszpanii José Luisa Zapatero. Sformułowanie to stało się słynne i znalazło swe miejsce w kulturze masowej (drukowane na koszulkach, wgrywane jako dzwonek do telefonu komórkowego, a także umieszczone w serwisie YouTube).

## Opis incydentu
Na posiedzeniu 10 listopada 2007 r. Chávez ciągle przerywał wystąpienie premiera Hiszpanii José Luisa Zapatero, obrażając jego poprzednika José María Aznara. Zapatero, chociaż reprezentuje inną opcję polityczną niż Aznar, w tym przypadku bronił go, stwierdzając, iż Aznar wybrany został w demokratycznych wyborach i był pełnoprawnym przedstawicielem Hiszpanii. Chávez nie zaprzestał swych ataków słownych nawet po wyłączeniu przez organizatorów mikrofonu. W pewnym momencie zniecierpliwiony sytuacją król Hiszpanii Jan Karol I zwrócił się do Cháveza słowami: ¿Por qué no te callas?, co dosłownie oznacza: „Dlaczego nie zamilkniesz?”, polski odpowiednik to natomiast: „Czy mógłbyś zamilknąć?”, „Czy mógłbyś się zamknąć?”. Znamienne, że użył tu formy te („ty”) zamiast przyjętej w zwracaniu się w sposób formalny formy se (odpowiednik „pan/pani”).